# مصطفی بهاءالملک افشار
مصطفی بهاءالملک افشار از دولتمردان دوره قاجار بود. 
او ابتدا از اعضای دفتر میرزا مسعود انصاری، وزیر خارجه، بود و در سال ۱۲۴۴ قمری به عضویت هیاتی به همراه خسرو میرزا قاجار پسر عباس میرزا ولیعهد، به جهت عذرخواهی از نیکلای اول امپراتور روسیه برای قتل گریبایدوف از طرف دولت ایران به روسیه اعزام شد. او در سال ۱۲۸۱ قمری، در دوران ناصرالدین شاه قاجار، وزیر عدلیه شد.همچنین او طی سال‌های ۱۲۷۷ تا ۱۲۸۱ق. پیشکاری ظلّ‌‌السلطان و سپس انوشیروان‌خان عین‌الملک در حکومت مازندران و استرآباد را نیز بر عهده داشت.
استفادهٔ غیرمنتظره از الگوی {{1}} - برای اطلاعات الگو:1 را ببینید.